# Kristie Boogert
Kristie Boogert (Zuid-Beijerland, 16 december 1973) is een voormalig tennisspeelster uit Nederland, die in juli 1991 professional werd. In dat jaar won zij een ITF-toernooi in de Franse stad Le Havre. In 1997 won zij een ITF-toernooi in Poitiers. Tegenwoordig (2023) is zij verslaggeefster bij Eurosport en presentatrice bij Ziggo Sport.

## Loopbaan
Het tennis zat er al vlot in. Beide ouders waren lid van de plaatselijke tennisvereniging 't Slag. Vanaf haar achtste kreeg ze, enig kind, tennislessen, waarbij opviel hoe snel ze dat oppakte, aldus Kristie zelf. Nadat ze steeds naar een hogere tennisklas ging, dacht ze op haar veertiende dat ze haar brood kon verdienen met tennis. Om dat te bereiken volstonden plaatselijke lessen niet meer; ze moest naar Amsterdam. Er volgden tevens jeugdtoernooien. Dat had negatieve invloed op haar vwo-studie. Haar ouders drongen er wel op aan dat ze een middelbare schoolopleiding zou voltooien. Die combinatie maakte Hoger algemeen voortgezet onderwijs (havo) het hoogst haalbare.
Op de WTA-tour wist zij geen enkelspeltitel te behalen. Ze bereikte de finale op het toernooi van Boedapest in 2000. Haar hoogste ranking in het enkelspel was de 29e plaats (5 februari 1996). Haar beste resultaat op de grandslamtoernooien is het bereiken van de derde ronde.
Zij won wel drie titels op de WTA-tour in het dubbelspel, alle in 1996. Zij won deze in Parijs (met Jana Novotná) en in Leipzig en Luxemburg met Nathalie Tauziat. In 1994 won zij het gemengd dubbelspel op Roland Garros met Menno Oosting, waarmee ze ook jeugdcompetitie heeft gespeeld.
Boogert behaalde in 2000 met Miriam Oremans de zilveren medaille tijdens de Olympische Zomerspelen in Sydney. Het goud ging naar de Amerikaanse zusjes Venus en Serena Williams.
In het dubbelspel is haar beste resultaat op de grandslamtoernooien het bereiken van de kwartfinale. Haar hoogste notering op de WTA-ranglijst is de zestiende plaats, die zij bereikte in februari 1997. 
In het voorjaar van 2016 was zij coach van Robin Haase. Momenteel werkt zij voor de televisiezenders RTV Rijnmond, Sport 1 en Eurosport. Ze behaalde na haar tennisloopbaan een HEAO-diploma 'commerciële economie' aan de Randstad Topsport Academie. Zij is voorstander van gelijke beloning voor vrouwen en mannen tijdens wedstrijden, ervan uitgaand dat ze dezelfde hoeveelheid sets moeten spelen.

## Posities op deWTA-ranglijst
Positie per einde seizoen:
| jaar | rang enkelspel | rang dubbelspel |
| ---- | -------------- | --------------- |
| 1991 | 332            | –               |
| 1992 | 195            | –               |
| 1993 | 102            | 54              |
| 1994 | 53             | 77              |
| 1995 | 35             | 31              |
| 1996 | 55             | 17              |
| 1997 | 84             | 47              |
| 1998 | 84             | 90              |
| 1999 | 88             | 73              |
| 2000 | 66             | 39              |
| 2001 | 146            | 67              |
| 2002 | 140            | 64              |
| 2003 | 309            | 97              |

## Palmares
| Legenda                |
| ---------------------- |
| Grandslamtoernooi      |
| Olympische Spelen      |
| Year-End Championships |
| Tier I                 |
| Tier II                |
| Tier III               |
| Tier IV & V            |

### WTA-finaleplaatsen enkelspel
| nr.              | finale     | toernooi      | ondergrond | tegenstandster  | score    |         |
| ---------------- | ---------- | ------------- | ---------- | --------------- | -------- | ------- |
| gewonnen finales |            |               |            |                 |          |         |
| geen             |            |               |            |                 |          |         |
| verloren finales |            |               |            |                 |          |         |
| 1.               | 2000-04-23 | WTA Boedapest | gravel     | Tathiana Garbin | 2-6, 6-7 | details |

### WTA-finaleplaatsen vrouwendubbelspel
| nr.              | finale     | toernooi      | ondergrond | partner          | tegenstandsters                       | score         |         |
| ---------------- | ---------- | ------------- | ---------- | ---------------- | ------------------------------------- | ------------- | ------- |
| gewonnen finales |            |               |            |                  |                                       |               |         |
| 1.               | 1996-02-18 | WTA Parijs    | tapijt (i) | Jana Novotná     | Julie Halard-Decugis Nathalie Tauziat | 6-4, 6-3      | details |
| 2.               | 1996-10-06 | WTA Leipzig   | tapijt (i) | Nathalie Tauziat | Sabine Appelmans Miriam Oremans       | 6-4, 6-4      | details |
| 3.               | 1996-10-27 | WTA Luxemburg | tapijt (i) | Nathalie Tauziat | Barbara Rittner Dominique Van Roost   | 2-6, 6-4, 6-2 | details |
| verloren finales |            |               |            |                  |                                       |               |         |
| 1.               | 1994-05-15 | WTA Praag     | gravel     | Laura Golarsa    | Amanda Coetzer Linda Harvey-Wild      | 4-6, 6-3, 2-6 | details |
| 2.               | 1996-06-22 | WTA Rosmalen  | gras       | Helena Suková    | Larisa Neiland Brenda Schultz         | 4-6, 6-7      | details |
| 3.               | 1999-06-19 | WTA Rosmalen  | gras       | Cara Black       | Silvia Farina Rita Grande             | 5-7, 6-7      | details |
| 4.               | 2000-10-01 | O.S. Sydney   | hardcourt  | Miriam Oremans   | Serena Williams Venus Williams        | 1-6, 1-6      | details |
| 5.               | 2001-02-18 | WTA Doha      | hardcourt  | Miriam Oremans   | Sandrine Testud Roberta Vinci         | 5-7, 6-7      | details |
| 6.               | 2001-05-19 | WTA Antwerpen | gravel     | Miriam Oremans   | Els Callens Virginia Ruano Pascual    | 3-6, 6-3, 4-6 | details |
| 7.               | 2002-04-07 | WTA Porto     | gravel     | Magüi Serna      | Cara Black Irina Seljoetina           | 6-7, 4-6      | details |

### WTA-finaleplaatsen gemengd dubbelspel
| nr.              | finale     | toernooi      | ondergrond | partner       | tegenstandsters                 | score         |         |
| ---------------- | ---------- | ------------- | ---------- | ------------- | ------------------------------- | ------------- | ------- |
| gewonnen finales |            |               |            |               |                                 |               |         |
| 1.               | 1994-06-05 | Roland Garros | gravel     | Menno Oosting | Larisa Neiland Andrej Olchovski | 7-5, 3-6, 7-5 | details |

### Gewonnen ITF-toernooien enkelspel
| nr. | finale     | toernooi | dotatie  | tegenstandster in finale | score    |
| --- | ---------- | -------- | -------- | ------------------------ | -------- |
| 1.  | 1991-12-08 | Le Havre | $ 25.000 | Noelia Pérez Peñate      | 6-1, 6-4 |
| 2.  | 1997-11-02 | Poitiers | $ 50.000 | Amélie Cocheteux         | 6-4, 7-5 |

### Gewonnen ITF-toernooien dubbelspel
| nr. | finale     | toernooi       | dotatie  | partner                | tegenstandsters in finale              | score         |
| --- | ---------- | -------------- | -------- | ---------------------- | -------------------------------------- | ------------- |
| 1.  | 1993-03-28 | Brest          | $ 25.000 | Linda Niemantsverdriet | Jelena Lichovtseva Jelena Makarova     | 4-6, 7-5, 7-5 |
| 2.  | 1997-12-07 | Cergy-Pontoise | $ 50.000 | Miriam Oremans         | Julie Halard-Decugis Anne-Gaëlle Sidot | 7-5, 6-4      |
| 3.  | 1998-12-06 | Cergy-Pontoise | $ 50.000 | Anne-Gaëlle Sidot      | Caroline Dhenin Émilie Loit            | 7-5, 6-2      |
| 4.  | 2001-10-14 | Poitiers       | $ 75.000 | Laurence Courtois      | Ljoebomira Batsjeva Amanda Hopmans     | 6-1, 7-5      |

## Resultaten grandslamtoernooien
| Legenda | Legenda                          |
| ------- | -------------------------------- |
| g.t.    | geen toernooi gehouden           |
| l.c.    | lagere categorie                 |
| –       | niet deelgenomen                 |
| G       | uitgeschakeld in de groepsfase   |
| 1R      | uitgeschakeld in de eerste ronde |
| 2R      | uitgeschakeld in de tweede ronde |
| 3R      | uitgeschakeld in de derde ronde  |
| 4R      | uitgeschakeld in de vierde ronde |
| KF      | uitgeschakeld in de kwartfinale  |
| HF      | uitgeschakeld in de halve finale |
| F       | de finale verloren               |
| W       | het toernooi gewonnen            |
| w-v     | winst/verlies-balans             |

### Enkelspel
| Toernooi        | 1992 | 1993 | 1994 | 1995 | 1996 | 1997 | 1998 | 1999 | 2000 | 2001 | 2002 | w-v  |
| --------------- | ---- | ---- | ---- | ---- | ---- | ---- | ---- | ---- | ---- | ---- | ---- | ---- |
| Australian Open | –    | –    | 2R   | 3R   | 3R   | 3R   | 2R   | 1R   | 2R   | 1R   | 2R   | 10-9 |
| Roland Garros   | 1R   | 2R   | 2R   | 2R   | 2R   | 1R   | –    | 2R   | 1R   | 1R   | –    | 5-9  |
| Wimbledon       | –    | 1R   | 3R   | 3R   | 3R   | 1R   | 2R   | 2R   | 2R   | 2R   | –    | 10-9 |
| US Open         | –    | 2R   | 1R   | 1R   | 2R   | 1R   | 1R   | –    | 3R   | –    | –    | 4-7  |

### Vrouwendubbelspel
| Toernooi        | 1993 | 1994 | 1995 | 1996 | 1997 | 1998 | 1999 | 2000 | 2001 | 2002 | 2003 | w-v   |
| --------------- | ---- | ---- | ---- | ---- | ---- | ---- | ---- | ---- | ---- | ---- | ---- | ----- |
| Australian Open | –    | 1R   | KF   | 3R   | 1R   | –    | 2R   | 1R   | 3R   | 3R   | 1R   | 10-9  |
| Roland Garros   | 1R   | 2R   | 3R   | 1R   | 2R   | –    | 1R   | 1R   | 1R   | 2R   | 1R   | 5-10  |
| Wimbledon       | –    | 3R   | 3R   | 3R   | 2R   | 1R   | KF   | KF   | 2R   | 2R   | 1R   | 15-10 |
| US Open         | –    | 3R   | 2R   | 3R   | 3R   | 1R   | –    | 1R   | 1R   | 2R   | 1R   | 8-9   |

### Gemengd dubbelspel
| Toernooi        | 1994 | 1995 | 1996 | 1997 | 1998 | 1999 | 2000 | 2001 | 2002 | 2003 | w-v  |
| --------------- | ---- | ---- | ---- | ---- | ---- | ---- | ---- | ---- | ---- | ---- | ---- |
| Australian Open | –    | 1R   | 1R   | 1R   | 2R   | –    | HF   | –    | –    | 2R   | 5-6  |
| Roland Garros   | W    | 2R   | KF   | 2R   | KF   | 2R   | HF   | –    | –    | –    | 14-6 |
| Wimbledon       | 1R   | 2R   | 2R   | 3R   | 2R   | 3R   | –    | 1R   | 1R   | 1R   | 7-9  |
| US Open         | 1R   | 2R   | 1R   | 1R   | 1R   | –    | 1R   | –    | –    | –    | 1-6  |